# Melanonidae
Melanonidae zijn een familie van straalvinnige vissen uit de orde van Kabeljauwachtigen (Gadiformes). Ze komen voor in de zuidelijke Atlantische Oceaan, de zuidelijke Grote Oceaan en in Zuidelijke Oceaan.

## Geslacht
- Melanonus Günther, 1878